# 발린 (가운데땅)
발린 (Balin)은 J.R.R. 톨킨의 원작 소설 호빗의 등장 인물이다.
스마우그에게 빼앗긴 난쟁이 왕국 에레보르로 향하는 참나무방패 소린의 12가신 중 한 명으로 등장하며, 시간적으로 호빗 이후를 서술하는 소설 반지의 제왕에서는 절대 반지를 파괴하기 위해 떠난 반지 원정대가 몰락한 모리아에서 발견한 기록으로 발린은 오크에 의해 사망한 것이라 언급한다.